# 泰姆爾山
47°42′0″N 14°2′10″E / 47.70000°N 14.03611°E

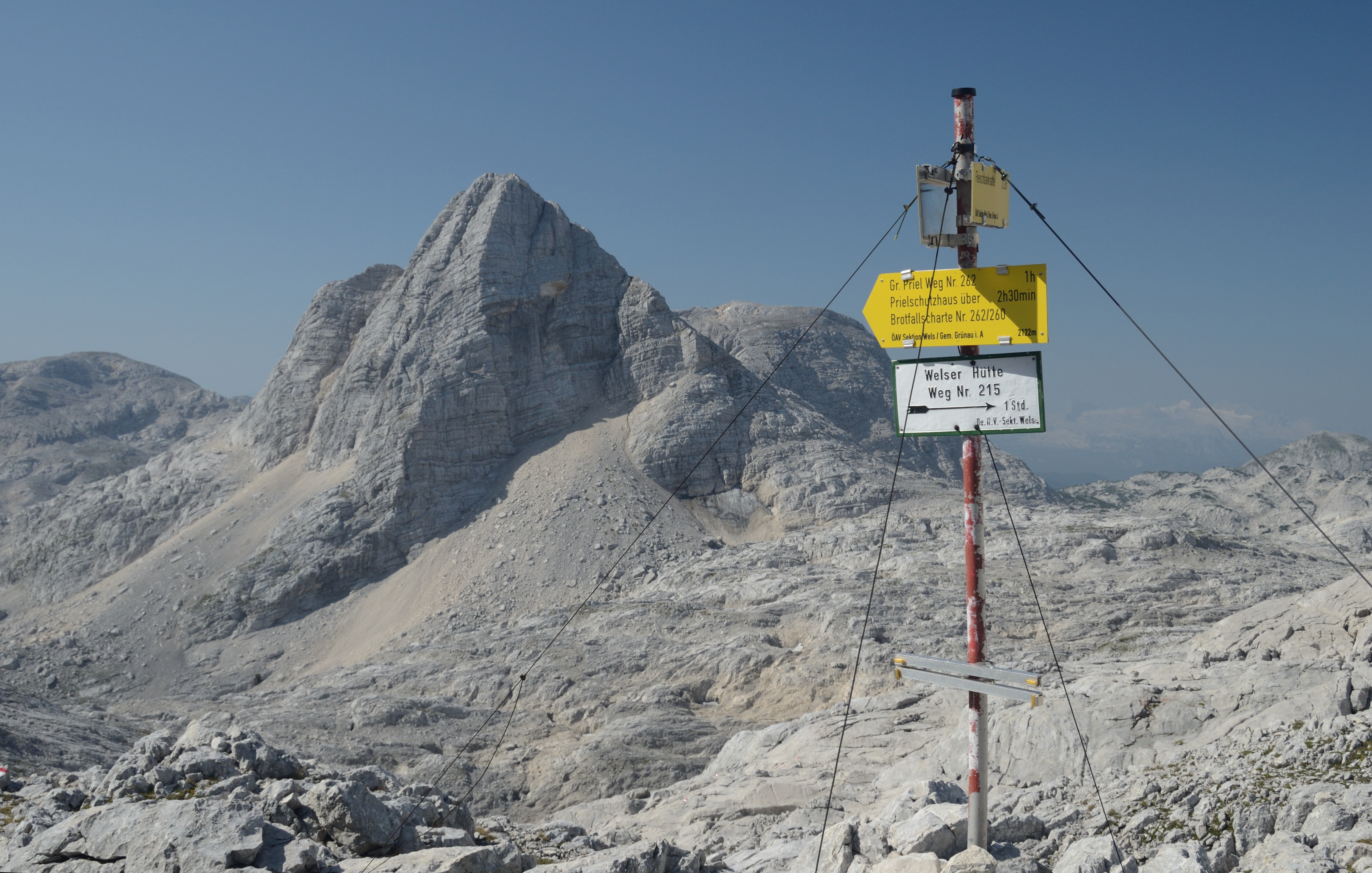

泰姆爾山（德語：Temlberg），是奧地利上奧地利州的山峰，位於該國北部，屬於托特斯山脈的一部分，距離谢姆山1.7公里，海拔高度2,331米，每年平均降雨量1,578毫米。